# Babina
Babina è una suddivisione dell'India, classificata come cantonment board, di 31.947 abitanti, situata nel distretto di Jhansi, nello stato federato dell'Uttar Pradesh. In base al numero di abitanti la città rientra nella classe III (da 20.000 a 49.999 persone).

## Geografia fisica
La città è situata a 26° 47' 42 N e 79° 30' 27 E e ha un'altitudine di 132 m s.l.m..

## Società

### Evoluzione demografica
Al censimento del 2001 la popolazione di Babina assommava a 31.947 persone, delle quali 19.706 maschi e 12.241 femmine. I bambini di età inferiore o uguale ai sei anni assommavano a 4.077, dei quali 2.174 maschi e 1.903 femmine. Infine, coloro che erano in grado di saper almeno leggere e scrivere erano 23.360, dei quali 16.065 maschi e 7.295 femmine.